# Chāndogya Upaniṣad

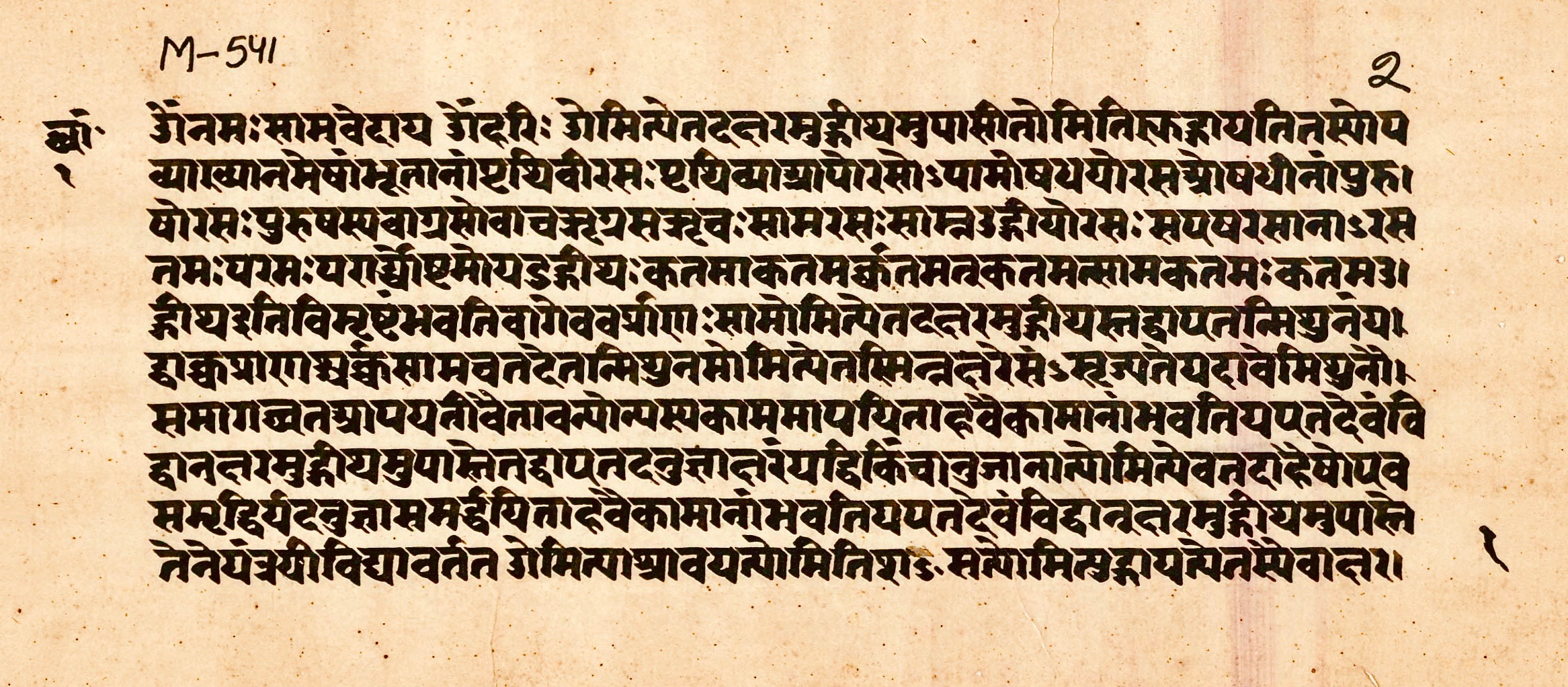
Versets 1.1.1-1.1.9, du Chāndogya Upanishad, écriture Sanskrit ,1849

Chāndogya Upaniṣad ou Chāndogyopaniṣad (environ VIe siècle av. J.-C.) est l'une des plus anciennes Upaniṣad majeures faisant partie du groupe des douze Upaniṣad principales (Mukhya Upaniṣad) et est associée au Sama-Veda. Le texte comprend huit chapitres composés chacun de plusieurs versets (śloka). Cette Upaniṣad a été commentée entre autres par Ādi Śaṅkara (VIIIe siècle).

## Description
Son contenu principal évoque le sacrifice védique, le yajna. Le premier chapitre parle de l'Udgitha un chant à utiliser pendant ce rite qui serait dans ses sons comparable à la mantra Om. De nombreux hymnes védiques pour l'harmonie entre le cosmos et les humains se retrouvent dans le Chandogya Upanishad. L'identité de l'Atman et du Brahman est abordé au 3e chapitre et le 5e chapitre contient le fameux enseignement de Uddalaka Aruni à Shvetaketu, contenant le célèbre Mahavakya "tat tvam asi": « Tu es Cela ».

### Traductions
- Fernand Hayot, Chândogya Upanisad, Jean Maisonneuve, 2006, 174 p.
- Martine Buttex, 108 Upanishads, Dervy, 2012, p. 158-239.

### Études
- Shankarâcârya, Chândogya Upanisad with the commentary of Shankarâcârya, trad. Swâmi Gambhîrânanda, Advaita Ashrama, Calcutta, 4° éd. 2003.
- Swami Krishananda, The Chhandogya Upanishad commented by swami Krishananda, The Divine Life Society, Rishikesh, India, 1984.